# Eublemma apicimacula
Eublemma apicimacula là một loài bướm đêm trong họ Erebidae.